# Вулиця Щепкіна (Київ)
Ву́лиця Ще́пкіна — вулиця в Дніпровському районі міста Києва, місцевість Стара Дарниця. Пролягає від провулку Василя Сухенка до вулиці Новаторів.
Прилучаються вулиці Слобожанська та Васнєцова.

## Історія
Вулиця виникла в середині XX століття під назвою 422-га Нова вулиця. Сучасна назва на честь українського актора Михайла Щепкіна — з 1953 року.